# Жазик (Жанасемейський район)
Жази́к (каз. Жазық) — село у складі Жанасемейського району Абайської області Казахстану. Входить до складу Кокентауського округу.
Населення — 156 осіб (2021; 371 у 2009, 543 у 1999, 688 у 1989).
Національний склад станом на 1989 рік:
- казахи — 100 %